# SBS TV
SBS TV는 대한민국 지역권을 방송권역으로 하는 지상파 방송사인 SBS가 운영하는 공중파 텔레비전 방송 채널이다.

## 개요
- 대한민국 수도권을 방송권역으로 하는 지상파 민영방송사 SBS가 운영하는 텔레비전 방송국이다. 1991년 12월 9일부터 개국하였으며, 2003년 10월 1일까지 디지털 텔레비전 방송을 개국하였다. 가상채널은 6-1번을 사용하고, 호출부호는 HLSQ-DTV와 HLSQ-UHDTV이다. 서울특별시, 인천광역시, 경기도 지역과 일부 인근 지역을 가시청지역으로서 방송 중이다.
- IMF 이전까지 프리랜서 PD들이 대부분 해당 채널로 옮겨갔지만[1] IMF 이후 대부분의 프리랜서 PD들은   외주제작사로 가거나 프로덕션을 직접 설립하여 제작사 겸 연출자로 활동한 한편 방송사와 계약을 맺은 뒤[2] 연출을 하기도 했고 이로 인해  IMF 이후 외주제작사로 가거나 프로덕션을 직접 설립하여 제작사 겸 연출자로 활동한 한편 방송사와 계약을 맺은[3] 프리랜서 PD들 드라마 연출[4][5]이 가능하다.

## 방송 문구 변천사
현재
- SBS는 방송통신심의위원회[6]의 심의규정을 준수합니다. 
 (1990년 11월 14일 ~ 현재)
- 이 프로그램은 간접광고 또는 가상 중간 광고를 포함하고 있습니다. 
 (2021년 7월 1일 ~ 현재)
- 이 방송은 UHD로 제작한 프로그램입니다. 
  (UHD 개국, 2017년 ~ 현재)
- 뉴스에도 저작권이 있습니다. 
 (SBS 8 뉴스 버전, 2020년 ~ 현재)
- 본 프로그램은 일부 협찬을 받아 제작하였습니다. 
 (2021년 ~ 현재)
- 정규편성 관계로 중계방송을 마칩니다. SBS SPORTS에서 중계방송을 하고 있으니 시청자 여러분에 양해 부탁 드립니다. 
 (2000년 ~ 현재)
- 정규편성 관계로 중계 방송을 마치며, 골프 중계는 SBS Golf를 통해 시청 가능합니다. 시청자 여러분에 양해 바랍니다. 
 (2010년 ~ 현재)
- SBS 뉴스 앱, 홈페이지, 유튜브에서 다시보기, 라이브 가능합니다. 
 (2019년 ~ 현재)
- SBS 뉴스에서는 제보를 기다립니다. 
 (2004년 ~ 현재)[7]

종료
- 지금까지는 영화특급 사랑해주셔서 감사합니다!. 
 (2011년 1월 2일)
- 본 방송은 SBS SOTY로 참여하실 수 있습니다. 
 (2010년 ~ 2016년)
- 이 프로그램은 간접광고를 포함하고 있습니다. 이 프로그램은 가상광고를 포함하고 있습니다. 이 프로그램은 간접 및 가상광고를 포함하고 있습니다. 
  (2010년 5월 1일 ~ 2020년 2월 17일)
- 이 프로그램은 간접광고 또는 가상광고를 포함하고 있습니다. 
 (2020년 2월 18일 ~ 2021년 6월 30일)

## 개별 디자인
- 시각 표시 디자인은 1991년부터 1994년까지 시각과 요일이 함께 표시되었으며, 이 시기에는 한글로 요일이 표기되었다.[8] 그러나 1994년에는 요일 표시가 폐지되었고, 이후에는 일본식 시각 표시 디자인이 적용되었다. 1999년부터는 화면 하단 우측에 시각과 함께 날씨 정보가 함께 표시되는 방식으로 변경되었으며,[9] 이러한 형식은 현재까지도 유지되고 있으나, 2020년대에 들어서면서, 《모닝와이드》 방송 종료 직후부터 해당 시각 및 날씨 표시는 더 이상 제공되지 않고 있다.

### 기본
- 방송 여는 시작에 제공자막 표시는 광고주만 나열하는 것이 특징이다.
- 2001년 9.11 테러 계기로, 아침 시간대를 쓰이는 뉴스 티커가 신설되었다.

## 연혁

### 1990년대
- 1991년 7월 5일 : 일본 닛폰TV와 방송협정 체결.
- 1991년 11월 30일 : 시험 방송 개시.
- 1991년 12월 9일 : 본사 스튜디오 준공 및 본방송 개국, 《SBS 8 뉴스》 신설 및 《SBS 마감뉴스》와 《출발 서울의 아침》신설 및 광고방송(상업광고방송) 실시.[10]
- 1991년 12월 10일 : 미국 NBC, 러시아 RTR과 방송협정 체결.
- 1991년 12월 11일 : 《코미디전망대》 방영 개시.
- 1991년 12월 14일 : 《영화특급》과 《생방송 행복찾기》신설 및 《웃으며 삽시다》와 《자니윤이야기쇼》방영 시작.
- 1991년 12월 15일 :《SBS 인기가요》 신설.
- 1991년 12월 21일 :《독점! 연예정보》 방송 시작.
- 1992년 3월 7일 : 토요일 심야 방송 개시 (토: 밤 12시 ~ 오전 1시까지)
- 1992년 3월 29일 : 《초특급 꾸러기 대행진》방송 시작.
- 1992년 3월 31일 : 《그것이 알고싶다》 방송 시작.
- 1992년 4월 5일 : 일요일 심야 방송 개시 (일: 밤 12시 ~ 오전 1시까지)
- 1992년 6월 6일 : 토요일 공휴일 심야 방송 개시 (토: 밤 12시 ~ 오전 1시까지)
- 1992년 6월 30일 : 《SBS 8 뉴스》가 《SBS 뉴스쇼》와 통합.
- 1992년 12월 20일 : 《자니윤이야기쇼》종영.
- 1993년 1월 3일 : 《주병진쇼》방영 시작.
- 1993년 1월 5일 : 《열정시대》방송 개시.
- 1993년 4월 24일 : 《웃으며 삽시다》토요일 마지막방송. 목요일로 이동.
- 1993년 4월 25일 : 《초특급 꾸러기 대행진》종영.
- 1993년 4월 29일 : 《웃으며 삽시다》목요일 밤 21시50분 방송.
- 1993년 5월 2일 : 《대결! 2040》방송 개시.
- 1993년 7월 30일 : 금요일 심야 방송 개시 (금: 밤 12시 ~ 오전 1시까지)
- 1993년 8월 2일 : 대전 엑스포 오전, 심야 방송 개시.(평일 : 오전 10시 ~ 오전 10시 30분, 밤 12시 ~ 오전 1시까지)
- 1993년 8월 9일 : 대전 엑스포 오후 방송 시간 1시간 확대.
- 1993년 10월 1일 : 금요일 공휴일 심야 방송 개시(금: 밤 12시 ~ 오전 1시까지).
- 1993년 10월 13일 : 《웃으며삽시다》와 《코미디전망대》수요일 마지막 방송.《코미디전망대》는 금요일로 변경. 《웃으며삽시다》는 토요일로 변경.
- 1993년 10월 14일 : 《웃으며 삽시다》가 목요일에서 토요일로 이동.
- 1993년 10월 22일 : 《코미디전망대》 금요일 밤 8시 50분 방송.
- 1993년 10월 23일 : 《웃으며 삽시다》 토요일 저녁 7시 방송.
- 1993년 10월 24일 : 《SBS 인기가요》가 《스타 서울 스타》로 명칭 변경.
- 1993년 11월 7일 : 《TV를 말한다》 방송 개시.
- 1993년 11월 8일 : 평일 오전, 심야 방송 폐지, 오후 방송 시간 30분 축소.
- 1993년 11월 14일 : 관악산과 용문산 텔레비전 중계소를 준공하면서 가시청권 확대[11]
- 1993년 12월 26일 : 《주병진쇼》종영.
- 1994년 1월 24일 : 《독점! 연예정보》 종영.
- 1994년 1월 26일 : 《열정시대》종영.
- 1994년 1월 31일 : 《SBS 뉴스 (940)》가 《SBS 뉴스라인》으로 명칭 변경, 《SBS 뉴스 (530)》가 《SBS 530 뉴스》로 개편.
- 1994년 2월 5일 : 《기쁜우리 토요일》 방송 시작.
- 1994년 4월 24일 : 《좋은친구들》 신설 및《스타 서울 스타》가 《생방송 TV 가요 20》으로 명칭 변경.
- 1994년 7월 28일 : KBS 1TV의 채널에서 수신료징수제도가 10월부터 바뀌려고 광고방송(상업광고방송) 폐지 결정 및 수신료징수제도에 따른 KBS 2TV의 채널은 MBC TV와 SBS TV만 광고방송(상업광고방송)을 편성 및 시간 확대 예정.[12]
- 1994년 9월 30일 : KBS 1TV의 채널은 마지막으로 광고방송(상업광고방송)을 송출과 함께 KBS 2TV의 채널과 MBC TV의 채널, SBS TV만 광고방송(상업광고방송) 송출 실시.[13]
- 1994년 10월 1일 : KBS 1TV의 채널에서 수신료징수제도개선을 계기로 광고방송(상업광고방송) 폐지에 따른 KBS 2TV의 채널 및 MBC TV의 채널과 SBS TV만 광고방송(상업광고방송) 시간 및 편성 확대.[14]
- 1994년 10월 18일 :《대결! 2040》종영.
- 1994년 10월 24일 : 《SBS 마감뉴스》가 《SBS 나이트라인》으로 변경.[15]
- 1994년 10월 29일 : 주말 《SBS 8 뉴스》가 《SBS 뉴스 2000》으로 명칭 변경.
- 1995년 1월 27일 : 《코미디전망대》금요일 마지막 방송. 화요일로 이동.
- 1995년 2월 7일 : 《코미디전망대》 화요일 저녁 7시 방송.
- 1995년 2월 9일 : 《한밤의 TV연예》방송 시작.
- 1995년 4월 4일 : 지역민영방송을 광주방송, 대구방송, 대전방송, 부산방송 지역 민영방송 프로그램 체결.
- 1995년 4월 17일 : 《출발 모닝와이드》 방송 시작.
- 1995년 5월 7일 : 《TV 전파왕국》방영 시작.
- 1995년 9월 4일 : 오후 방송 시간 30분 확대, 평일 심야방송 개시 (평일: 밤 12시 40분~ 12시 55분까지), 《SBS 530 뉴스》가 《SBS 뉴스퍼레이드》로 확대 개편.
- 1995년 9월 16일 : 《그것이 알고싶다》 종영.
- 1996년 2월 5일 : 《추적 사건과 사람들》 방영 개시.
- 1996년 2월 7일 : 《이홍렬쇼》방영 시작.
- 1996년 3월 4일 : 오전 방송 시간 2시간 확대, 《SBS 뉴스 (1000)》 신설.
- 1996년 4월 21일 : 《이주일의 투나잇쇼》방영 시작.
- 1996년 4월 29일 : 《SBS뉴스》방송 시작.
- 1996년 8월 25일 : 《TV 전파왕국》종영.
- 1996년 9월 30일 :《추적 사건과 사람들》월요일 마지막 방송. 가을 개편에 따라 토요일로 이동.
- 1996년 10월 7일 : 《도전! 불가능은 없다》방영 시작.
- 1996년 10월 14일 : 《좋은 아침》 방송 개시 및 《그것이 알고싶다》 부활.《충전 100%쇼》 방송 시작.
- 1996년 10월 19일 :《추적 사건과 사람들》토요일 밤 10시 55분 방송.
- 1996년 10월 20일 : 《아이러브 코미디》및《통일로 가는 길》방영 개시.
- 1996년 10월 26일 : 《SBS 뉴스 2000》이 《SBS 뉴스 Q》로 개편.
- 1997년 2월 24일 :《도전! 불가능은 없다》월요일 마지막 방송. 토요일로 이동.
- 1997년 3월 2일 : 《통일로 가는 길》일요일 마지막방송. 토요일로 이동 및 《SBS 8 뉴스》종영.
- 1997년 3월 3일 : 《SBS 8 뉴스》가 《SBS 9시 뉴스》로 명칭 변경
- 1997년 3월 7일 : 《충전 100%쇼》를 월요일에서 금요일로 이동. 금요일 저녁 18시 20분으로 이동.
- 1997년 3월 8일 : 《도전! 불가능은 없다》토요일 오후 5시 10분 방송 및《통일로 가는 길》토요일 오후 11시 55분 방송.
- 1997년 4월 29일 : 《코미디전망대》를 화요일 저녁 7시에서 화요일 오후 10시 55분으로 변경.
- 1997년 5월 19일 : 오후 방송 시작 시간을 오후 4시로 변경 및 《생방송 4시 신바람 스튜디오》와《이문세의 라이브》방송 시작.
- 1997년 5월 20일 : 《코미디전망대》를 화요일 밤 22시 55분 방송.
- 1997년 5월 22일 : 《이문세의 라이브》19:05 ~ 20:25(1시간 20분) 마지막 방송. 월요일 부터 19:30 ~ 20:25(55분)으로 변경.
- 1997년 5월 24일 : 《명의특강 건강하십니까》방영 시작.
- 1997년 5월 25일 : 《천만원게임》방송 시작.
- 1997년 5월 26일 : 《이문세의 라이브》19시 30분 방송.
- 1997년 6월 14일 : 《토요미스테리극장》방송 시작.
- 1997년 6월 15일 : 《SBS 70분드라마》방송 시작.
- 1997년 6월 24일 : 《코미디전망대》종영.
- 1997년 6월 26일 : 《이문세의 라이브》시간 19:30 ~ 20:25(55분) 마지막 방송. 6월 30일 월요일 부터 7월 4일까지 18:10 ~ 19:05분(55분) 방송.
- 1997년 6월 27일 : 《충전 100%쇼》 금요일 오후 18:20 ~ 19:15 (55분) 마지막 방송. 6월 30일부터 7월 4일까지만 18:10 ~ 19:05(55분) 7월 개편에 따라 18:35 ~ 19:30 (55분)으로 변경 및《SBS뉴스》종영.
- 1997년 6월 30일 : 《이문세의 라이브》18:10 ~ 19:05(55분) 방송 및《SBS 9시 뉴스》가 《SBS 8 뉴스》로 명칭 환원.[16]
- 1997년 7월 1일 : 《SBS 뉴스추적》신설.
- 1997년 7월 3일 : 《이문세의 라이브》마지막 18:10 ~ 19:05(55분) 방송. 7월 7일부터 《이문세의 라이브》18:35 ~ 19:30(55분)으로 변경.
- 1997년 7월 4일 : 《충전 100%쇼》마지막 18:10 ~ 19:05(55분)방송. 7월 11일부터 매주 금요일 18:35 ~ 19:30(55분)으로 변경.
- 1997년 7월 5일 : 《굿나이트쇼》방송 시작.
- 1997년 7월 7일 : 《이문세의 라이브》18:35 ~ 19:30(55분) 방송.
- 1997년 7월 11일 :《충전 100%쇼》18:35 ~ 19:30(55분) 방송.
- 1997년 9월 1일 : 지역민영방송을 울산방송, 전주방송, 청주방송만 프로그램 체결.
- 1997년 10월 5일 : 《아이러브 코미디》종영.
- 1997년 10월 12일 : 《SBS 70분드라마》일요일 마지막 방송. 금요일로 이동 및 《천만원게임》시간 밤 00:05 ~ 00:55분 마지막방송. 일요일 낮 12:10분으로 변경.
- 1997년 10월 18일 : 《명의특강 건강하십니까》와 《굿나이트쇼》종영 및 《웃으며 삽시다》 토요일 마지막 방송. 금요일로 이동.
- 1997년 10월 20일 : 《그것이 알고싶다》 월요일 마지막 방송. 일요일로 이동.
- 1997년 10월 22일 : 《이문세의 라이브》종영.
- 1997년 10월 24일 : 《충전 100%쇼》금요일 시간 18시 35분 마지막 방송. 가을 개편에 따라 18시 10분 방송 및 《천일야화》금요일 마지막 방송. 가을 개편에 따라 일요일로 이동.
- 1997년 10월 25일 : 《뉴욕스토리》와 《테마 TV 여자》방송 개시.
- 1997년 10월 26일 : 《타임캡슐 대작전》방송 시작 및《그것이 알고싶다》일요일 저녁 19시 방송과 《천일야화》일요일 밤 21시 50분 방송.
- 1997년 10월 27일  : 《편지쇼 살맛나는 세상》과 《SBS뉴스》신설 및《특명!아빠의 도전》과 《현장출동850》방송 시작.
- 1997년 10월 28일 : 《게임쇼 하이파이브》방송 시작.
- 1997년 10월 29일 : 《세상체험 온몸을 던져라》방송 시작.
- 1997년 10월 30일 : 《드라마다큐X》방송 시작.
- 1997년 10월 31일 : 《충전 100%쇼》금요일 오후 18시 10분 방송 및 《웃으며 삽시다》금요일 저녁 7시 5분 방송.《SBS 70분드라마》금요일 밤 8시 50분 방송.
- 1997년 11월 16일 : 《천만원게임》일요일 낮 12:10 방송.
- 1997년 12월 31일 : 《편지쇼 살맛나는 세상》과 《생방송 4시 신바람 스튜디오》종영.
- 1998년 1월 5일 : 대한민국의 IMF 구제금융 요청으로 인해 오전 방송을 6시부터 오전 11까지 축소 및 오후 방송을 17시부터 축소.
- 1998년 1월 11일 : 《천만원게임》과《천일야화》종영.
- 1998년 1월 16일 : 《충전 100%쇼》종영.
- 1998년 1월 23일 : 《SBS 70분드라마》종영.
- 1998년 1월 25일 : 《생방송 TV 가요 20》과《TV를 말한다》종영.
- 1998년 1월 29일 : 《현장출동850》종영.
- 1998년 1월 31일 : 《추적 사건과 사람들》과 《테마 TV 여자》및《통일로 가는 길》종영.
- 1998년 2월 1일 : 《생방송 TV 가요 20》이 《SBS 인기가요》로 명칭 환원.[17]
- 1998년 2월 2일 : 평일 심야방송 폐지.
- 1998년 2월 13일 : 《웃으며 삽시다》 종영.
- 1998년 2월 24일 : 《게임쇼 하이파이브》종영.
- 1998년 2월 25일 : 《세상체험 온몸을 던져라》종영.
- 1998년 2월 26일 : 《드라마다큐X》종영.
- 1998년 2월 28일 : 《뉴욕스토리》 종영.
- 1998년 3월 1일 : 《타임캡슐 대작전》종영.
- 1998년 3월 2일 : 《순풍산부인과》신설. 《추적 사건과 사람들》 재신설.
- 1998년 3월 4일 : 《이홍렬쇼》 종영.
- 1998년 3월 5일 : 《다큐 사건파일》방송 개시.
- 1998년 3월 8일 : 《호기심천국》방송 시작.
- 1998년 3월 11일 : 《이승연의 세이세이세이》방영 시작.
- 1998년 3월 27일 : 《시청자 세상 웃으며 사는 이야기》방송 개시.
- 1998년 4월 6일 : 평일 심야방송 재개. SBS 뉴스라인이 SBS 뉴스 (905)와 통합, SBS 뉴스와 생활경제로 개편.
- 1998년 4월 19일 : 《이주일의 투나잇쇼》종영.
- 1998년 5월 14일 : 《다큐 사건파일》목요일 마지막방송. 화요일로 이동.
- 1998년 5월 21일 : 《세상에 이런일이》 방송 시작.
- 1998년 5월 26일 : 《다큐 사건파일》화요일 저녁 19시 5분 방송.
- 1998년 9월 9일 : 《이승연의 세이세이세이》종영.
- 1998년 9월 22일 : 《다큐 사건파일》종영.
- 1998년 9월 23일 : 《김혜수 플러스 유》방영 개시.
- 1998년 10월 13일 : 《SBS 뉴스추적》종영.
- 1998년 10월 16일 : 《시청자 세상 웃으며 사는 이야기》종영. 《SBS뉴스》종영 및《기분 좋은 밤》방송 개시.
- 1998년 10월 19일 :《특명!아빠의 도전》가을 개편에 따라 월요일 저녁 19시 5분에서 19시 15분으로 변경 및 방송.[18]
- 1998년 10월 20일 : 《제3취재본부》방영 시작.
- 1998년 11월 7일 : 《도전! 불가능은 없다》종영.
- 1999년 1월 4일 : 오전 방송 시간을 1시간 축소, 오후 방송 시간을 1시간 연장.
- 1999년 1월 30일 : 《토요미스테리극장》종영.
- 1999년 1월 31일 : 《그것이 알고싶다》 일요일 마지막방송. 토요일로 이동.
- 1999년 2월 6일 : 《열린 TV 시청자 세상》방영 개시.《그것이 알고싶다》 토요일 밤 10시 50분 방송.
- 1999년 2월 20일 : 《멋진만남》방송 시작.
- 1999년 4월 5일 :《특명!아빠의 도전》월요일 마지막방송. 일요일로 이동.
- 1999년 4월 12일 : 《접속! 무비월드》방영 시작.
- 1999년 4월 18일 : 《특명!아빠의 도전》 일요일 오전 9시 방송.
- 1999년 6월 20일 : 《특명!아빠의 도전》종영.
- 1999년 9월 28일 : 《제3취재본부》종영.
- 1999년 10월 4일 : 《추적 사건과 사람들》 종영.
- 1999년 10월 18일 : 《이홍렬쇼》 부활.
- 1999년 10월 23일 : 《토요스타클럽》방송 개시.
- 1999년 10월 24일 : 《SBS 뉴스추적》 부활 및 재신설.

### 2000년대
- 2000년 4월 17일 : 《엔포다큐, 아는 것이 힘이다》방송 개시.
- 2000년 5월 15일 : 《도전 퀴즈 퀸》방송 시작.
- 2000년 6월 15일 : 《평양》에서 《SBS 8 뉴스》의 《남북정상회담》 개최소식 특집 방송 개시.
- 2000년 8월 2일 : 《김혜수 플러스 유》종영.
- 2000년 8월 31일 : 지상파 디지털 텔레비전 시험 방송 개시.
- 2000년 10월 1일 : SBS 제2텔레비전 입니다. 2000년 10월 14일 ~ 2006년 10월 8일
- 2000년 10월 9일 : 대한민국 최초로 평양에서 생방송 뉴스 실시.
- 2000년 10월 14일 : 《멋진만남》종영.
- 2000년 10월 21일 : 《별난 행운 인생대역전》방영 시작.
- 2000년 10월 22일 : 《도전! 1000곡》방송 개시.
- 2000년 10월 31일 : 《두남자쇼》방영 시작.
- 2000년 12월 1일 : 《순풍산부인과》 종영.
- 2001년 1월 8일 : 《오픈드라마 남과여》방영 개시.
- 2001년 1월 12일 : 《물은 생명이다》방송 개시.
- 2001년 2월 10일 : 《게임쇼 즐거운세상》 방영 시작.
- 2001년 3월 10일 : 《기쁜 우리 토요일》 종영.
- 2001년 4월 6일 : 대한민국 최초로 HD 생중계 실시
- 2001년 4월 10일 : JIBS 제주방송국 및 프로그램 체결.
- 2001년 4월 21일 :  《별난 행운 인생대역전》토요일 마지막 방송. 수요일로 이동.
- 2001년 4월 23일 : G1강원민방 프로그램 체결.
- 2001년 4월 25일 :《이홍렬쇼》 종영.
- 2001년 5월 2일 :《별난 행운 인생대역전》수요일 저녁 7시 10분 방송.
- 2001년 5월 6일 : 《TV동물농장》방송 개시.
- 2001년 10월 26일 : 호출부호 HLSQ-DTV로 지상파 디지털 텔레비전 방송 개국 및 《기분 좋은 밤》종영.
- 2001년 11월 27일 : 《두남자쇼》종영.
- 2002년 1월 1일 : SBS 방송 프로그램 방송 중 상단 오른쪽의 로고 표시 실시(SBS)
- 2002년 1월 19일 : 《토요일이 온다》방영 시작.
- 2002년 2월 23일 : 《생방송 행복찾기》종영.
- 2002년 3월 2일 : SBS특별기획드라마《유리구두》신설.
- 2002년 4월 3일 : 《기분전환 수요일》방송 시작.
- 2002년 5월 28일 : 용문산 디지털TV 중계소를 준공.
- 2002년 7월 6일 :《토요일이 온다》종영.
- 2002년 7월 7일 :《호기심천국》일요일 마지막 방송. 화요일로 이동.
- 2002년 7월 8일 : 《엔포다큐, 아는 것이 힘이다》종영.
- 2002년 7월 13일 : 《진기록 팡!팡!팡!》과《솔로몬의 선택》 방송 시작.
- 2002년 7월 16일 : 《호기심천국》화요일 저녁 19시 10분 방송.《깜짝 스토리랜드》방영 시작.
- 2002년 8월 5일 : 드라마 등급제 시범 시행[19]
- 2002년 10월 22일 : 《호기심천국》종영.
- 2002년 10월 30일 : 《기분전환 수요일》종영.
- 2002년 11월 5일 : 《똑바로 살아라》, 《신동엽 김원희의 헤이헤이헤이》방송 시작.
- 2002년 11월 15일 : 《신동엽, 남희석의 맨 투 맨》방영 시작.
- 2002년 12월 1일 : 남산 디지털TV 중계소 준공
- 2002년 12월 7일 : 《생방송 브라보 나눔로또》 방송 개시.[20]
- 2003년 1월 23일 : 《별난 행운 인생대역전》종영.
- 2003년 1월 26일 :《깜짝 스토리랜드》종영.
- 2003년 2월 28일 : 《야심만만 만명에게 물었습니다》방영 개시.
- 2003년 4월 13일 : 《좋은친구들》종영.
- 2003년 4월 20일 : 《웃음을 찾는 사람들》방송 개시.
- 2003년 5월 3일 : 《토요스타클럽》종영.
- 2003년 5월 5일 : 《오픈드라마 남과여》월요일 마지막방송. 금요일로 이동.
- 2003년 5월 9일 : 《도전 퀴즈 퀸》종영.
- 2003년 5월 12일 : 《시청자 제보 물은 생명이다》와 《생방송 투데이》신설 및 《백만불 미스터리》 방송 시작.
- 2003년 5월 13일 : 《결정 맛대맛》 방송 시작.
- 2003년 5월 16일 : 《오픈드라마 남과여》금요일 밤 11시 5분 방송.
- 2003년 7월 27일 : 《보야르 원정대》방송 시작.
- 2003년 10월 28일 : 《신동엽 김원희의 헤이헤이헤이》종영.
- 2003년 10월 31일 : 《똑바로 살아라》와《신동엽, 남희석의 맨 투 맨》종영.
- 2003년 11월 1일 : 《진기록 팡!팡!팡!》종영.
- 2003년 11월 2일 : 《보야르 원정대》종영.
- 2003년 11월 3일 : 《압구정 종갓집》방영 시작.
- 2003년 11월 4일 : 《최수종쇼》방송 시작.
- 2003년 11월 7일 : 《형사》방영 시작.
- 2003년 11월 8일 : 《실제상황 토요일》방영 시작.
- 2004년 2월 27일 : 《오픈드라마 남과여》와 《형사》종영.
- 2004년 2월 28일 : 《생방송 브라보 나눔로또》방송을 1회부터 65회까지 참관사를 영등포경찰서를 하고 66회부터는 서울영등포경찰서에서 서울양천경찰서로 변경.
- 2004년 3월 1일 : SBS 여의도 사옥에서 서울 목동 신사옥 이전, 일본 닛폰TV 서울지국 중앙일보 순화동 사옥에서 목동 신사옥 이전.
- 2004년 3월 7일 : 《생방송 브라보 나눔로또》 방송을 66회부터 서울양천경찰서로 이관.[21]
- 2004년 3월 19일 : 《이경규의 굿타임》방영 시작.
- 2004년 4월 27일 : 《최수종쇼》종영.
- 2004년 10월 8일 : 《압구정 종갓집》과《이경규의 굿타임》종영.[22]
- 2004년 10월 11일 : 《혼자가 아니야》방송 시작.
- 2004년 10월 18일: 《특명!아빠의 도전》 부활 및 오후 17시 방송.
- 2005년 2월 21일 : 《혼자가 아니야》종영.
- 2005년 4월 18일 : 《백만불 미스터리》종영.
- 2005년 4월 24일 : 《특명!아빠의 도전》일요일 마지막 방송. 금요일로 이동.
- 2005년 4월 25일 : 《SBS 뉴스퍼레이드》가 《수도권 뉴스현장》으로 명칭 변경. 《생활의 달인》방송 개시.
- 2005년 4월 29일 : 《특명!아빠의 도전》금요일 저녁 19시 5분 방송.
- 2005년 6월 8일 : 디지털 텔레비전 데이터방송 개국.
- 2005년 6월 25일 : 《솔로몬의 선택》마지막 방송 및 월요일로 이동.
- 2005년 7월 4일 : 《솔로몬의 선택》 방송 이동, 수도권 뉴스현장이 생방송 투데이와 통합, 생방송 투데이 1부로 개편.
- 2005년 7월 10일 : 《SBS 스페셜》방영.
- 2005년 10월 21일 : 《특명 아빠의 도전》종영.
- 2005년 10월 30일 : 《접속! 무비월드》종영.
- 2005년 11월 1일 : 《긴급출동 SOS 24》방송 개시.
- 2005년 11월 4일 : 《있다!없다?》방영 개시.
- 2005년 12월 1일 : 평일 낮 방송 개시/SBS 뉴스 비공식 HD 프로그램
- 2006년 5월 16일 : 《김용만의 TV종합병원》방송 시작.
- 2006년 5월 23일 : 한국 최초로 5.1채널로 월드컵 축구 대표팀 평가전 생중계
- 2006년 6월 5일 : HD방송 및 서라운드 오디오 방송 실시.
- 2006년 11월 4일 : 《슈퍼바이킹》방송 시작.
- 2006년 11월 7일 : 《우리 아이가 달라졌어요》방송 개시.
- 2007년 1월 6일 :《실제상황 토요일》종영.
- 2007년 1월 13일 : 강호동 진행의 《스타킹》방송 개시.
- 2007년 1월 15일 : 생방송 투데이 1부가 생방송 투데이와 분리, SBS 뉴스퍼레이드로 명칭 환원.
- 2007년 2월 10일 : 《김용만의 TV종합병원》종영.
- 2007년 4월 14일 :《작렬! 정신통일》방영 시작.
- 2007년 4월 15일 :《슈퍼바이킹》종영.
- 2007년 5월 6일 : 《접속! 무비월드》2년만에 부활 및 《퀴즈! 육감대결》방영 개시.
- 2007년 9월 15일 :《작렬! 정신통일》종영.
- 2007년 9월 22일 : 《이경규 김용만의 라인업》방영 시작.
- 2007년 11월 28일 : 《결정 맛대맛》종영.
- 2007년 12월 1일 : 《생방송 브라보 나눔로또》방송이 로또추첨기를 할로겐 추첨기 마지막 로또추첨기(1회부터 261회 까지)[23]
- 2007년 12월 5일 : 《지구촌 VJ특급》방송 시작.
- 2007년 12월 8일 : 《생방송 브라보 나눔로또》방송이 로또추첨기를 할로겐 추첨기에서 비너스추첨기로 바뀜.(262회부터 시작)[24]
- 2008년 1월 14일 : 《야심만만 만명에게 물었습니다》종영.
- 2008년 3월 20일 ~ 4월 19일 : 스페이스 코리아 기간 관계로 SBS TV의 모든 프로그램은 비공식 HD 프로그램입니다.
- 2008년 4월 14일 : 《솔로몬의 선택》 종영.
- 2008년 4월 21일 : 《TV로펌 솔로몬》 방송 시작.
- 2008년 5월 3일 : 《이경규 김용만의 라인업》종영.
- 2008년 5월 6일 : 《내 마음의 크레파스》방영 시작.
- 2008년 6월 15일 : 유재석 이효리 진행의 《패밀리가 떴다》 방송 개시.
- 2008년 6월 24일 : 《인터뷰 게임》 방영 개시.
- 2008년 7월 28일 : 《야심만만 2》방영 개시.
- 2008년 11월 26일 : 《지구촌 VJ특급》종영.
- 2008년 11월 28일 : 《시청자 제보 물은 생명이다》종영.
- 2008년 12월 1일 : 생방송 투데이가 생방송 투데이 생활경제로 개편 및 SBS 뉴스 (1040) 재신설
- 2009년 2월 10일 : 《인터뷰 게임》 종영.
- 2009년 2월 21일 : 《글로벌 붕어빵》방송 개시.
- 2009년 4월 27일 : 《생방송 투데이 생활경제》가 《생방송 투데이》로 명칭 환원.
- 2009년 6월 8일 : 《생활의 달인》월요일 마지막 방송. 화요일로 이동.
- 2009년 6월 12일 : 《있다!없다?》종영.
- 2009년 6월 16일 : 《생활의 달인》화요일 밤 20시 50분 방송.
- 2009년 6월 19일 : 《백년손님》방영 시작.
- 2009년 9월 22일 : 《긴급출동 SOS 24》화요일 마지막 방송. 월요일로 이동.
- 2009년 9월 28일 : 《TV로펌 솔로몬》과 《야심만만 2》종영.
- 2009년 10월 5일 : SBS 뉴스와 생활경제가 SBS 생활경제와 분리, SBS 12 뉴스로 개편 《긴급출동 SOS 24》화요일 오후 11시 15분 방송.
- 2009년 10월 6일 : 강호동 이승기 진행의 토크 쇼《강심장》 방송 개시.
- 2009년 10월 9일 : 《당신이 궁금한 이야기》방송 시작.
- 2009년 12월 29일 : 《생활의 달인》화요일 마지막 방송. 수요일로 이동.

### 2010년대
- 2010년 1월 6일 : 《생활의 달인》수요일 밤 8시 50분 방송.
- 2010년 2월 5일 ~ 2월 28일: 2010 밴쿠버 동계 올림픽과 2010 남아공 월드컵의 판권을 단독으로 따내어 독점중계.[25]
- 2010년 6월 27일 :《퀴즈! 육감대결》종영.
- 2010년 7월 11일 : 《런닝맨》방송 시작.
- 2010년 10월 2일 : 《웃음을 찾는 사람들》종영.
- 2010년 11월 8일 : 《긴급출동 SOS 24》월요일 마지막 방송. 금요일로 이동.
- 2010년 11월 19일 : 《긴급출동 SOS 24》금요일 밤 9시 55분 방송.
- 2011년 1월 1일 : 《영화특급》 종영.
- 2011년 3월 22일 : 《SBS 뉴스추적》이 《현장 21》로 명칭 변경.
- 2011년 4월 15일 : 《긴급출동 SOS 24》종영.
- 2011년 6월 15일 : 《생활의 달인》수요일 마지막 방송. 월요일로 이동.
- 2011년 6월 17일 :《백년손님》금요일 마지막 방송. 목요일로 이동.
- 2011년 6월 27일 : 《생활의 달인》월요일 밤 20시 50분 방송.
- 2011년 6월 30일  : 《백년손님》목요일 밤 11시 10분 방송.
- 2011년 8월 20일 : 모든 프로그램을 HD로 전면 전환[26]
- 2011년 10월 21일 :《정글의 법칙》방송 개시.
- 2012년 1월 6일 : 《세대공감 1억 퀴즈쇼》방송 시작.
- 2012년 3월 31일 : 《게임쇼 즐거운세상》 종영.
- 2012년 10월 29일 : 24시간 종일 방송 개시,[27] SBS 5 뉴스, 굿모닝 510 신설.
- 2012년 11월 6일 : 《세대공감 1억 퀴즈쇼》종영.
- 2012년 12월 31일 : 수도권 지상파 아날로그 텔레비전 방송 송출 종료.
- 2013년 1월 1일 :  SBS SOFY 앱 시행 및 시청자 참여
- 2013년 1월 1일 : SBS 뉴스 비공식 HD 프로그램 환원.
- 2013년 2월 12일 : 《강심장》종영.
- 2013년 2월 19일 :《화신 마음을 지배하는 자》방영 시작.
- 2013년 4월 14일 : 《웃음을 찾는 사람들》부활.
- 2013년 9월 30일 :《생활의 달인》월요일 마지막방송. 일요일로 변경.
- 2013년 10월 1일 :《화신 마음을 지배하는 자》종영.
- 2013년 10월 10일 : SBS 이슈 인사이드 신설.
- 2013년 10월 13일 : 《생활의 달인》일요일 오전 10시 45분 방송.
- 2013년 10월 16일 : 지상파 디지털 텔레비전 방송 채널을 재배치.
- 2014년 3월 9일 : 《생활의 달인》일요일 마지막방송. 월요일로 변경.
- 2014년 3월 17일 : 《생활의 달인》월요일 밤 8시 55분 방송.
- 2014년 4월 6일 : 리듬체조 월드컵 포르투갈, 이탈리아, 불가리아 손연재 선수 생중계 방송 개시.
- 2014년 6월 22일 : SBS TV의 예능 프로그램 《도전! 1000곡》최종회 방송 및 종영.
- 2014년 7월 8일 : 《현장 21》이 《SBS 뉴스토리》로 명칭 변경.
- 2014년 7월 22일 : 백령, 대청 중계소 전파 송출 개시.[28]
- 2015년 1월 1일 : 평일 《SBS 8 뉴스》신동욱 기자 진행자, 평일《모닝와이드》김현우 기자, 이윤아 아나운서 1,2부 진행자, 최기환, 류이라 아나운서 3부 진행자
- 2015년 3월 25일 : 《영재발굴단》방영 시작.
- 2015년 3월 27일 :《불타는 청춘》 방송 개시.
- 2015년 4월 26일 : 《글로벌 붕어빵》종영.
- 2015년 8월 21일 : 《불타는 청춘》 금요일 마지막 방송. 화요일로 변경.
- 2015년 8월 22일 : 《놀라운 대회 스타킹》종영 및 화요일 방송.
- 2015년 8월 25일 : 《불타는 청춘》 화요일 밤 11시 방송 이동.
- 2015년 8월 28일 :《백종원의 3대천왕》방영 시작.
- 2015년 10월 17일  : 《주먹쥐고 소림사》 방영 개시.
- 2015년 11월 20일 : 《SBS 뉴스 (1500)》, 《우리 아이가 달라졌어요》 종영.
- 2015년 11월 23일 : SBS 이슈 인사이드가 3시 뉴스브리핑으로 확대 개편.
- 2015년 12월 1일 : 《스타킹》부활.
- 2016년 1월 22일 : 《백종원의 3대천왕》금요일 마지막 방송. 토요일로 이동.
- 2016년 1월 30일 : 《주먹쥐고 소림사》종영. 및 《백종원의 3대천왕》방송 이동.
- 2016년 2월 2일 :《내 마음의 크레파스》 종영.
- 2016년 2월 15일 : 《동상이몽, 괜찮아 괜찮아》 방송 시간 조정.
- 2016년 2월 29일 :  SBS SOFY 앱 종료 및 시청자 참여
- 2016년 3월 23일 : 《한밤의 TV연예》 종영.
- 2016년 8월 9일 :《스타킹》종영.
- 2016년 9월 5일 : 《꽃놀이패》 파일럿 방영 후 정규 편성.
- 2016년 11월 14일 : SBS 뉴스 이슈진단 신설
- 2016년 11월 20일 : 《K팝스타》의 최종 시즌인《K팝스타 6 - 라스트 찬스》편성.
- 2016년 12월 5일 :《씬스틸러 - 드라마 전쟁 》방영 시작.
- 2016년 12월 6일 :《본격연예 한밤》 방송 개시.
- 2016년 12월 8일 : SBS 뉴스 이슈진단 종영.
- 2016년 12월 19일 : 평일《모닝와이드》김범주 기자, 류이라 아나운서 1,2부 진행자, 조정식, 이혜승 아나운서 3부 진행자, 평일《SBS 8 뉴스》김성준 기자, 최혜림 아나운서 진행자
- 2016년 12월 30일 : SBS 5 뉴스, 굿모닝 510 종영
- 2017년 1월 2일 : 3시 뉴스브리핑이 주영진의 뉴스브리핑으로 명칭 변경, SBS 뉴스퍼레이드가 SBS 오 뉴스로 확대 개편.
- 2017년 1월 30일 : 《씬스틸러 - 드라마 전쟁》종영.
- 2017년 2월 27일 : 《요리조리 맛있는 수업》방영 개시.
- 2017년 3월 29일 : 《꽃놀이패》종영.
- 2017년 4월 8일 : 《백종원의 3대천왕》토요일 마지막 방송. 금요일로 이동.
- 2017년 4월 14일 : 《백종원의 3대천왕》금요일로 변경.
- 2017년 5월 22일 : 평일《SBS 8 뉴스》김현우 기자 진행자
- 2017년 5월 31일 : SBS UHD 방송 개국. 《웃음을 찾는 사람들》 시즌 2 종영. UHD 소유권 KBS MBC EBS SBS OBS 함께한다.
- 2017년 7월 14일 : 《백종원의 3대천왕》 종영.
- 2017년 7월 21일 : 《백종원의 푸드트럭》방영 개시.
- 2017년 10월 14일 : 《마스터키》방영 시작.
- 2017년 12월 29일 : 《백종원의 푸드트럭》 종영.
- 2017년 12월 31일 : 《집사부일체》방송 시작.
- 2018년 1월 5일 : 《백년손님》목요일 마지막 방송. 토요일로 이동.
- 2018년 1월 5일 : 《백종원의 골목식당》방영 시작.
- 2018년 1월 6일 :《마스터키》종영.
- 2018년 1월 13일 : 《백년손님》토요일 저녁 18시 20분 방송.
- 2018년 1월 15일 : 평일《모닝와이드》유혜영 아나운서 1,2부 진행자
- 2018년 5월 2일 : 《로맨스 패키지》방영 시작.
- 2018년 5월 24일 : 평일《모닝와이드》이병희 아나운서 1,2부 진행자
- 2018년 7월 2일 : 평일《모닝와이드》박현석 기자 1,2부 진행자
- 2018년 8월 15일 : 《로맨스 패키지》종영.
- 2018년 8월 17일 : 《백종원의 골목식당》 금요일 마지막 방송. 수요일로 이동.
- 2018년 8월 29일 : 《백종원의 골목식당》 매주 수요일 밤 11시 10분 방송.
- 2018년 9월 29일 : 《백년 손님》종영.
- 2018년 12월 1일 : 《생방송 브라보 나눔로또》마지막 방송 및 종영.(1회부터 835회까지)《생방송 행복드림 로또 6/45》로 변경.
- 2019년 2월 15일 : 《SBS 생활경제》 종영 및 SBS 금토 드라마 신설.
- 2019년 2월 18일 : 《살맛나는 오늘》 신설
- 2019년 3월 23일 : 주말《SBS 8 뉴스》김민형 아나운서 진행자
- 2019년 10월 16일 : 지상파 디지털 메인 채널 변경
- 2019년 11월 4일 : 평일《모닝와이드》정미선 아나운서 1,2부 진행자, 김주우 아나운서 3부 진행자
- 2019년 11월 28일 : 《시크릿 부티크》마지막으로 SBS 드라마스페셜 폐지.
- 2019년 12월 4일 : 《이동욱은 토크가 하고 싶어서》방영 시작.
- 2019년 12월 5일 : 《맛남의 광장》방송 개시.
- 2019년 12월 18일 : 《영재발굴단》종영.
- 2019년 12월 24일 : 《본격연예 한밤》화요일 마지막방송. 수요일로 이동.

### 2020년대
- 2020년 1월 8일 :  《본격연예 한밤》 1월 개편에 따라 수요일 밤 8시 55분 방송.
- 2020년 2월 26일 :  《이동욱은 토크가 하고 싶어서》 종영.
- 2020년 3월 4일 :  《트롯신이 떴다》 방송 시작.
- 2020년 8월 26일 : 《본격연예 한밤》 종영.
- 2020년 8월 27일 : 《순간포착 세상에 이런일이》 목요일 마지막 방송. 화요일로 이동.
- 2020년 9월 1일 : 《순간포착 세상에 이런일이》 화요일 밤 9시 방송.
- 2020년 12월 30일 : 《트롯신이 떴다》 종영.
- 2021년 1월 1일 : 평일 《모닝와이드》 1,2부 최재영 기자 진행자
- 2021년 5월 18일 :《불타는 청춘》 종영.
- 2021년 6월 16일 :《골 때리는 그녀들》 방영 시작.
- 2021년 7월 1일 : 지상파 중간광고 허용. 누적 방송시간이 45분 이상이면 60초 중간광고 투입.
- 2021년 7월 13일 : 《신발 벗고 돌싱포맨》 방영 시작.
- 2021년 9월 7일 : 《건강비결 좋아요》 방송 시작.
- 2021년 9월 26일 : 《더 리슨:우리가 사랑한 목소리》 방송 개시.
- 2021년 10월 21일 : 《꼬리에 꼬리를 무는 그날 이야기》  정규 방송 시작.
- 2021년 12월 21일 : 《건강비결 좋아요》 종영.
- 2021년 12월 29일 : 《골 때리는 그녀들》 조작 편집 결방.
- 2021년 12월 29일 : 《백종원의 골목식당》 종영.
- 2021년 12월 30일 : 《워맨스가 필요해》 종영.
- 2022년 1월 5일 : 《당혹사》 방송시작.
- 2022년 1월 6일: 《공생의 법칙》 방송시작.
- 2022년 1월 20일: 《공생의 법칙》 종영.
- 2022년 1월 27일 : 밤 9시에 《그해 우리는 : 더 무비(The Movie)》 편성.[29]
- 2022년 2월 1일 : 《판타스틱 패밀리 - DNA 싱어》 파일럿 방송 시작.
- 2022년 2월 2일 : 《판타스틱 패밀리 - DNA 싱어》 종영.
- 2022년 2월 24일: 《써클하우스》 방송시작.
- 2022년 4월 1일 : SBS TV의 공급방식 변경으로 SBS의 일부 프로그램은 평소보다 늦게 방송된다.
- 2022년 5월 4일 :  《골 때리는 외박》 방영 시작.
- 2022년 5월 12일 : 《판타스틱 패밀리 - DNA 싱어》 3개월만에 방송 시작.
- 2022년 현재 : SBS의 최대 광고주인 바디프랜드는 매주 평일 밤 11시대 프로그램, 주말 밤 9시대 프로그램 각각 연령고지 전 시보광고로 제공되고 있다. 그렇기 때문에 매주 금요일, 토요일은 메인 뉴스 종료 후 Next 로고가 위에 뜬다.[30]
- 2022년 6월 12일 : 《오 마이웨딩》 방영 시작.
- 2022년 7월 27일 : 《골 때리는 외박》 종영.
- 2022년 8월 3일 :  《연애는 직진》 방송 시작.
- 2022년 8월 16일 : 《식자회담 - 국가발전 프로젝트》 방송 시작.
- 2022년 8월 24일 : 《연애는 직진》 종영.
- 2022년 8월 28일 : 《오 마이웨딩》 종영.
- 2022년 9월 18일 : 《집사부일체》 종영.
- 2022년 9월 20일 : 《식자회담 - 국가발전 프로젝트》 종영.
- 2022년 9월 25일 : 《싱포골드》 방송 시작.
- 2022년 9월 30일 : 《지선 씨네마인드》 방송 개시.
- 2022년 10월 21일 : 《펫미픽미》《ECO 아일랜드 천사도》 방영 시작.
- 2022년 10월 26일 : 《오!젊음》 방영 시작.
- 2022년 10월 27일 : 《찐친 이상 출발 딱 한 번 간다면》 방송 시작.
- 2022년 10월 28일 : 《ECO 아일랜드 천사도》종영.
- 2022년 11월 11일 : 《펫미픽미》 종영.
- 2022년 11월 18일 : 《지선 씨네마인드》 종영.
- 2022년 11월 27일 : 《더 리슨:우리가 사랑한 목소리》 종영.
- 2022년 12월 21일 : 《순정파이터》 방송 시작.
- 2022년 12월 25일 : 《싱포골드》 종영.
- 2022년 12월 29일 : 《찐친 이상 출발 딱 한 번 간다면》 종영.
- 2023년 1월 1일 : 《집사부일체 시즌2》 방송 시작.
- 2023년 1월 19일 : 《관계자 외 출입금지》종영.
- 2023년 1월 26일 : 《이상한 나라의 지옥법정》방송 시작.
- 2023년  2월  9일 : 《이상한 나라의  지옥법정》종영
- 2023년 3월 8일 : 《순정파이터》 종영.
- 2023년 3월 9일 : 《수학 없는 수학여행》 방송 시작.
- 2023년 3월 15일 : 《오!젊음》종영 .
- 2023년 4월 23일:《집사부일체 시즌2》 종영
- 2023년 5월 11일: 《수학 없는 수학여행》 종영.
- 2023년 5월 23일 : 《강심장리그》방영 시작.
- 2023년 5월 31일 :《편먹고 공치리5》 종영.
- 2023년 6월 1일 :《관계자 외 출입금지》 방영 시작.
- 2023년 6월 3일 : 《순간포착 세상에 이런일이》 토요일 로 시간변경
- 2023년 6월 7일 :《손대면 핫플! 동네 멋집》  방영 시작.
- 2023년 7월 5일 : 《손대면 핫플! 동네멋집》 종영.
- 2023년  7월 12일 : 《국가수사본부》방영시작.
- 2023년 7월 27일 : 《관계자 외 출입금지 시즌1》 종영
- 2023년 8월 15일 : 《강심장 리그》종영
- 2023년 8윌 16일 : 《국가수사본부》 종영
- 2023년 8월 22일:《무장해제》 방송 시작
- 2023년 8월 29일 : 《무장해제》 종영
- 2023년 8월 31일: 《과몰입 인생사》 시즌1 방송 밤 10시 30분 시작
- 2023년 9월 3일 : 《SBS 스페셜》재부활
- 2023년 9월 6일: 《손대면 핫플! 동네 멋집》 방송 시작
- 2023년  9월 7일: 《과몰입 인생사》 종영
- 2023년  9월 12일 : 《청춘의국》 방영 시작
- 2023년 10월 8일 : 《덩치 서바이벌-먹찌빠》방송 시작
- 2023년 10월 11일 : 《청춘의국》 종영
- 2023년 11월 8일 : 《손대면 핫플! 동네멋집》종영
- 2023년 12월 5일 : 《강심장 VS》방송 시작
- 2024년 4월 16일 : 《강심장 VS》 종영
- 2024년 4월 23일 : 《틈만나면,》 방송시작
- 2024년 5월 25일 : 《순간포착 세상에 이런일이》종영
- 2024년 6월 1일 : 《더 매직스타》  방송 시작
- 2024년 6월 11일 : 《틈만나면,》종영
- 2024년 7월 4일 : 《덩치 서바이벌-먹찌빠》 종영
- 2024년 7월 11일 : 《과몰입 인생사》 시즌2 방송 밤 10시 30분 시작
- 2024년 7월 20일 : 《더 매직스타》 종영
- 2024년 8월 13일 :《정글밥》방송시작.
- 2024년 9월 1일 : 《이경규의 경이로운 습관》 방송시작.
- 2024년 9월 7일 :《손대면 핫플! 동네멋집》방영시작.
- 2024년 9월 16일 : 《물려줄결심》 방영시작.
- 2024년 9월 21일 : 24시간 종일 방송 마무리
- 2024년 10월 3일 : 《물려줄결심》 종영.
- 2024년 10월 8일 : 《정글밥》 종영
- 2024년 10월 10일 :《과몰입 인생사》 종영
- 2024년 10월 17일 :《와! 진짜? 세상에 이런일이》 방송시작
- 2024년 10월 22일 :《틈만나면,》방송 시작
- 2024년 11월 1일 : 《더리슨:우리함께 다시》 방송시작
- 2024년 11월 15일 : 《더리슨:우리함께 다시》 종영
- 2024년 11월 22일 : 《유니버스 리그》 방송시작
- 2024년 11월 23일 : 《손대면 핫플! 동네멋집》 종영
- 2024년 12월 31일 :  신년전야 카운트다운 별도 없이 ID 영상의 2024.12.31 23:59:45 ~ 2025.1.1 00:00:12 나옴
- 2025년 1월 21일 : 《틈만나면,》종영
- 2025년 1월 24일 : 《유니버스 리그》 종영
- 2025년 2월 13일 : 《와! 진짜? 세상에 이런일이》 종영
- 2025년 2월 25일 : 《신들린 연애》 방송시작.
- 2025년 2월 27일 : 《정글밥》 방송시작.
- 2025년 4월 27일 : 《이경규의 경이로운 습관》종영.
- 2025년 4월 29일 : 《신발벗고 돌싱포맨》요일변경,《신들린 연애》 종영
- 2025년 5월 6일 : 《틈만나면,》 방영 시작.
- 2025년 5월 8일 :  《히든카드》 방송시작
- 2025년 5월 22일 :《정글밥》 종영
- 2025년 5월 29일 :《와! 진짜? 세상에 이런일이》 방송시작
- 2025년 5월 30일 :《물은 생명이다》 종영
- 2025년 7월 23일 : 《시크릿 코드》 종영
- 2025년 7월 31일 : 《와! 진짜? 세상에 이런일이》 종영
- 2025년 8월 7일 : 《 마이턴》 방영시작
- 2025년 8월 19일 : 《틈만나면,》종영.
- 2025년 8월 26일 : 《섬 총각》 방영시작.

## 방송 송출 시설망
- 호출부호 : HLSQ-HDTV, HLSQ-UHDTV
- 가상채널 : 6-1

| 송신소        | UHD      | UHD  | HD                                    | HD    | 송신소 위치                             |
| 송신소        | 물리채널 | 출력 | 물리채널                              | 출력  | 송신소 위치                             |
| ------------- | -------- | ---- | ------------------------------------- | ----- | --------------------------------------- |
| 관악산 송신소 | CH 53    | 5㎾  | CH 16                                 | 2.5㎾ | 경기 안양시 동안구 비산동 산3-1         |
| 남산 송신소   | CH 53    | 5㎾  | CH 44                                 | 5㎾   | 서울 용산구 용산동2가 산1-3             |
| 파평 중계소   |          |      | CH 29                                 | 90W   | 경기 파주시 파평면 눌노리 산23-5        |
| 동두천 중계소 | CH 37    | 20W  | 경기 동두천시 생연1동 산43-4          |       |                                         |
| 용문산 중계소 | CH 53    | 2㎾  | CH 29                                 | 1㎾   | 경기 양평군 옥천면 용천리 산25-1        |
| 계양산 중계소 |          |      | CH 35                                 | 100W  | 인천 계양구 목상동 산57-1               |
| 인천 중계소   | CH 51    | 90W  | 인천 중구 전동 35-13 자유공원         |       |                                         |
| 불광 중계소   | CH 29    | 90W  | 경기 고양시 덕양구 용두동 산30-1 매봉 |       |                                         |
| 백련 중계소   | CH 34    | 90W  | 서울 은평구 응암1동 산7-4 백련산      |       |                                         |
| 장위 중계소   | CH 39    | 90W  | 서울 성북구 하월곡동 산2-1            |       |                                         |
| 목동 중계소   | CH 53    | 900W |                                       |       | 서울특별시 양천구 목동 920 SBS방송센터  |
| 광명 중계소   |          |      | CH 32                                 | 10W   | 경기 광명시 철산4동 산68 도덕산         |
| 광교산 중계소 | CH 53    | 2㎾  | CH 31                                 | 1㎾   | 경기 용인시 수지구 고기동 산52          |
| 성남 중계소   |          |      | CH 40                                 | 10W   | 경기 성남시 중원구 은행2동 산2-2 검단산 |
| 진촌 중계소   | CH 42    | 20W  | 인천 옹진군 백령면 북포리 산138-3     |       |                                         |
| 대청 중계소   | CH 31    | 5W   | 인천 옹진군 대청면                    |       |                                         |

아날로그TV
- 호출부호 : HLSQ-TV

| 송신소        | 채널  | 출력 | 송신소 위치                                |
| ------------- | ----- | ---- | ------------------------------------------ |
| 남산 송신소   | CH 6  | 50㎾ | 서울 용산구 용산동2가 산1-3                |
| 관악산 송신소 | CH 27 | 10㎾ | 경기 과천시 중앙동 산10                    |
| 동두천 중계소 | CH 21 | 100W | 경기 동두천시 생연1동 산43-4               |
| 용문산 중계소 | CH 55 | 10㎾ | 경기 양평군 옥천면 용천리 산25-1           |
| 인천 중계소   | CH 47 | 500W | 인천 중구 전동 35-13 자유공원              |
| 불광 중계소   | CH 57 | 500W | 경기 고양시 덕양구 용두동 산30-1 매봉      |
| 백련 중계소   | CH 45 | 500W | 서울 은평구 응암1동 산7-4 백련산           |
| 장위 중계소   | CH 51 | 500W | 서울 성북구 하월곡동 산2-1                 |
| 행당 중계소   | CH 60 | 10W  | 서울 성동구 행당2동 328-1 한진아파트 106동 |
| 광명 중계소   | CH 44 | 10W  | 경기 광명시 철산4동 산68 도덕산            |
| 성남 중계소   | CH 46 | 100W | 경기 성남시 중원구 은행2동 산2-2 검단산    |

## 프로그램

### 드라마
| 방송 시간            | 제목                                     | 광고      | 등급제 | 비고            |
| -------------------- | ---------------------------------------- | --------- | ------ | --------------- |
| 수 22:40 ~ 00:00     | 수요 드라마 (어디가요? 인기가요!)        | 중간 60초 | 15     | (스피릿 핑커스) |
| 금, 토 21:50 ~ 23:10 | 금토 드라마 (트라이: 우리는 기적이 된다) |           | 15     | (사마귀)        |
| 매년 12월 31일       | SBS 연기대상                             |           | 15     | Live            |

### 예능
| 방송 시간        | 제목                           | 광고       | 등급제 | 비고 |
| ---------------- | ------------------------------ | ---------- | ------ | ---- |
| 월 22:10 ~ 23:50 | 동상이몽 2 - 너는 내 운명      | 중간 90초  | 15     |      |
| 월 22:10 ~ 23:50 | 동상이몽 2 - 너는 내 운명      | 중간 90초  | 15     |      |
| 화 21:00 ~ 22:20 | 섬 총각                        |            | 15     |      |
| 화 22:20 ~ 00:30 | 신발 벗고 돌싱포맨             |            | 15     |      |
| 수 21:00 ~ 22:40 | 골 때리는 그녀들               | 중간 60초  | 15     |      |
| 수 22:40 ~ 00:40 | 미정                           | 중간 60초  | 15     |      |
| 목 11:00 ~ 12:00 | 히든카드                       | 중간 60초  |        |      |
| 목 21:00 ~ 22:10 | 마이턴                         |            | 15     |      |
| 목 22:30 ~ 00:00 | 꼬리에 꼬리를 무는 그날 이야기 |            | 15     |      |
| 금 23:20 ~ 00:40 | 미정                           |            | 15     |      |
| 토 10:55 ~ 12:00 | 접속! 무비월드                 | 중간 90초  | 15     |      |
| 일 08:35 ~ 09:30 | 미정                           |            | 15     |      |
| 일 14:15 ~ 15:20 | SBS 인기가요                   |            | 15     | Live |
| 일 18:15 ~19:55  | 런닝맨                         | 중간 120초 | 15     |      |
| 일 21:05 ~23:05  | 미운 우리 새끼                 | 중간 120초 | 12     |      |
| 매년 12월 17일   | SBS 가요대전                   |            | 15     | Live |
| 매년 12월 24일   | SBS 연예대상                   |            | 15     | Live |
| 매년 12월        | SBS 트롯대전                   |            | 15     | Live |

### 교양
| 방송 시간                              | 제목                         | 광고      | 등급제                                                                   | 비고 |
| -------------------------------------- | ---------------------------- | --------- | ------------------------------------------------------------------------ | --- |
| 월 05:00 ~ 06:00                       | SBS 특집 다큐멘터리          |           | 15                                                                       | |
| 07:40 ~ 08:40                          | 모닝와이드 3부               | 중간 60초 | 15                                                                       | Live |
| 일 20:45 ~ 21:05 월 ~ 금 08:40 ~ 08:50 | 맨 인 블랙박스               |           | 15                                                                       | |
| (평일) 08:50 ~ 09:55                   | 좋은 아침                    |           | 15                                                                       | 평일 목 일부 지역 자체 방송 |
| 월 ~ 수 10:30 ~ 11:00                  | 잘먹고 잘사는 법 플러스      |           | 15                                                                       | 일부 지역 자체 방송 일부 방송 평일 수 - TJB 평일 화,수 - TBC,KNN 평일 월 - 수 수중계 - G1,KBC,UBC,JIBS 평일 월 - 수 자체방송 - JTV,CJB |
| (평일) 18:50 ~ 19:50                   | 생방송 투데이                | 중간 60초 | 15                                                                       | Live |
| 월 21:00 ~ 22:10                       | 생활의 달인                  | 중간 60초 |                                                                          | 설날ㆍ추석 결방 |
| 토 18:20 ~ 20:00                       | 미정                         | 중간 60초 |                                                                          | 설날ㆍ추석 결방 |
| 일 09:30 ~ 10:50                       | TV 동물농장                  | 중간 90초 |                                                                          | |
| 수 16:00 ~ 17:00                       | 와이드 정보쇼 알고 보면      |           |                                                                          | 일부 지역 자체 방송 |
| 화 13:00 ~ 13:30                       | 세상에서 가장 아름다운 여행  |           |                                                                          | 일부 지역 자체 방송 |
| 수 11:00 ~ 12:00                       | 열린TV 시청자 세상           |           |                                                                          | |
| 목, 금 17:50 ~ 18:50                   | 네트워크 현장! 고향이 보인다 |           |                                                                          | |
| 금 00:20 ~ 01:20                       | 문화가중계                   |           |                                                                          | 수도권 ,경북 지역방송 |
| 금 20:50 ~ 21:50                       | 궁금한 이야기 Y              |           |                                                                          | |
| 토 08:00 ~ 08:30                       | SBS 뉴스토리                 |           | 평일 금요일 밤 9시 SBS NEWS 디지털 최초공개(선공개),수도권,제주지역방송) | |
| 토 23:10 ~ 00:30                       | 그것이 알고싶다              |           | 15                                                                       | |
| 일 07:40 ~ 08:35                       | 일요특선 다큐멘터리          |           |                                                                          | 수도권 방송 |
| 일 23:05 ~ 00:05                       | SBS 스페셜                   |           |                                                                          | |
| 월 01:15 ~ 02:15                       | SBS 네트워크 특선            |           |                                                                          | |

### 어린이
| 방송 시간           | 제목                 | 비고 |
| ------------------- | -------------------- | ---- |
| 월·화 11:00 ~ 11:30 | 꾸러기 탐구생활      |      |
| 월·화 11:30 ~ 12:00 | 요리조리 맛있는 수업 |      |

### 애니
| 방송 시간        | 제목                 | 등급제 | 비고 |
| ---------------- | -------------------- | ------ | ---- |
| 수 11:30 ~ 12:00 | 안녕 자두야 6        |        |      |
| 일 07:10 ~ 07:25 | 슈퍼트론             |        |      |
| 일 07:25 ~ 07:40 | 헬로 카봇 스타가디언 |        |      |

### 스포츠 및 국회
| 방송 시간           | 제목          | 광고 | 등급제      | 비고      |
| ------------------- | ------------- | ---- | ----------- | --------- |
| 월 00:30 ~ 01:30    | 스포츠 투나잇 |      | 전체 시청가 |           |
| 화 01:00 ~ 02:00    | SBS 골프      |      | 전체 시청가 |           |
| 평일                | 국회          |      | 전체 시청가 | Live      |
| (평일) 휴일         | KBO 리그2025  | 가상 | 전체 시청가 | 일부 중계 |
| (주말) 토 (휴일) 일 | KBO 리그2025  | 가상 | 전체 시청가 | 일부 중계 |
| 18:30 14:00         | KBO 리그2025  | 가상 | 전체 시청가 | 일부 중계 |

### 뉴스
| 방송 시간                           | 제목              | 자막, 음성다중, 수어방송 | 비고                  |
| ----------------------------------- | ----------------- | ------------------------ | --------------------- |
| (평일) 06:00 ~ 07:40                | 모닝와이드 1, 2부 | 자, 수                   | Live                  |
| (1부 25분, 2부 70분)                | 모닝와이드 1, 2부 | 자, 수                   | Live                  |
| 토 06:00 ~ 07:15                    | 모닝와이드 1, 2부 | 자, 수                   | Live                  |
| (1부 30분, 2부 45분)                | 모닝와이드 1, 2부 | 자, 수                   | Live                  |
| (평일) 07:25 ~ 07:35                | SBS 파워 스포츠   | 자, 수                   | Live                  |
| (평일) 09:55 ~ 10:30                | SBS 10 뉴스       | 자, 수                   | Live                  |
| (평일) 12:00 ~ 12:50                | SBS 12 뉴스       | 자, 수                   | Live                  |
| (평일) 14:00 ~ 16:00                | SBS 뉴스브리핑    | 자, 수                   | Live 제주 지사 (결방) |
| (평일) 17:00 ~ 17:50                | SBS 오 뉴스       | 자, 수                   | Live                  |
| (평일) 19:50 ~ 21:00                | SBS 8 뉴스        | 자, 수                   | Live                  |
| 토 20:00 ~ 20:35                    | SBS 8 뉴스        | 자, 수                   | Live                  |
| 일 20:00 ~ 20:45                    | SBS 8 뉴스        | 자, 수                   | Live                  |
| (평일) 20:50 ~ 21:00                | SBS 스포츠뉴스    | 자, 수                   | Live                  |
| 토 20:20 ~ 20:30                    | SBS 스포츠뉴스    | 자, 수                   | Live                  |
| 일 20:35 ~ 20:45                    | SBS 스포츠뉴스    | 자, 수                   | Live                  |
| 월 ~ 화, 금 23:50 ~ 00:20           | SBS 나이트라인    | 자, 수                   | Live                  |
| 목 00:30 ~ 01:00                    | SBS 나이트라인    | 자, 수                   | Live                  |
| 토, 일 12:00 ~ 12:10                | SBS 뉴스 (주말)   | 자, 수                   | Live                  |
| 토 15:40 ~ 15:50 / 일 15:20 ~ 15:30 | SBS 뉴스 (주말)   | 자, 수                   | Live                  |
| 일 06:00 ~ 06:10                    | SBS 뉴스 (주말)   | 자, 수                   | Live                  |
| 무작위                              | SBS 뉴스특보      | 자, 수                   | Live                  |

## 지역별 민방 네트워크
| 방송사, 영문  | 모기업                  | 방송지역권역                              | 개국일           |
| ------------- | ----------------------- | ----------------------------------------- | ---------------- |
| SBS           | 태영건설, TY홀딩스 본사 | 서울특별시, 경기도, 인천광역시            | 1991년 12월 9일  |
| KNN           | 넥센 지사               | 부산광역시, 경상남도 일원                 | 1995년 5월 14일  |
| TBC           | 귀뚜라미그룹            | 대구광역시, 경상북도 일원                 | 1995년 5월 14일  |
| 광주방송 kbc  | 호반건설                | 광주광역시, 전라남도 일원                 | 1995년 5월 14일  |
| 대전방송 TJB  | 우성사료                | 대전광역시, 세종특별자치시, 충청남도 일원 | 1995년 5월 14일  |
| 울산방송 ubc  | 삼라마이다스            | 울산광역시 일원                           | 1997년 9월 1일   |
| 전주방송 JTV  | 일진그룹                | 전북특별자치도 일원                       | 1997년 9월 27일  |
| 청주방송 CJB  | 두진건설                | 충청북도 일원                             | 1997년 10월 18일 |
| G1방송 G1     | SG건설                  | 강원특별자치도 일원                       | 2001년 12월 15일 |
| 제주방송 JIBS | 한주홀딩스코리아        | 제주특별자치도 일원                       | 2002년 5월 31일  |

## 시청률 추이
| 1992년 ~ 2006년 가구 시청률 · 점유율 (단위 : %) | 1992년 ~ 2006년 가구 시청률 · 점유율 (단위 : %) | 1992년 ~ 2006년 가구 시청률 · 점유율 (단위 : %) | 1992년 ~ 2006년 가구 시청률 · 점유율 (단위 : %) | 1992년 ~ 2006년 가구 시청률 · 점유율 (단위 : %) | 1992년 ~ 2006년 가구 시청률 · 점유율 (단위 : %) | 1992년 ~ 2006년 가구 시청률 · 점유율 (단위 : %) | 1992년 ~ 2006년 가구 시청률 · 점유율 (단위 : %) | 1992년 ~ 2006년 가구 시청률 · 점유율 (단위 : %) | 1992년 ~ 2006년 가구 시청률 · 점유율 (단위 : %) | 1992년 ~ 2006년 가구 시청률 · 점유율 (단위 : %) | 1992년 ~ 2006년 가구 시청률 · 점유율 (단위 : %) | 1992년 ~ 2006년 가구 시청률 · 점유율 (단위 : %) | 1992년 ~ 2006년 가구 시청률 · 점유율 (단위 : %) | 1992년 ~ 2006년 가구 시청률 · 점유율 (단위 : %) | 1992년 ~ 2006년 가구 시청률 · 점유율 (단위 : %) | 1992년 ~ 2006년 가구 시청률 · 점유율 (단위 : %) | 1992년 ~ 2006년 가구 시청률 · 점유율 (단위 : %) | 1992년 ~ 2006년 가구 시청률 · 점유율 (단위 : %) | 1992년 ~ 2006년 가구 시청률 · 점유율 (단위 : %) | 1992년 ~ 2006년 가구 시청률 · 점유율 (단위 : %) | 1992년 ~ 2006년 가구 시청률 · 점유율 (단위 : %) | 1992년 ~ 2006년 가구 시청률 · 점유율 (단위 : %) | 1992년 ~ 2006년 가구 시청률 · 점유율 (단위 : %) | 1992년 ~ 2006년 가구 시청률 · 점유율 (단위 : %) | 1992년 ~ 2006년 가구 시청률 · 점유율 (단위 : %) | 1992년 ~ 2006년 가구 시청률 · 점유율 (단위 : %) | 1992년 ~ 2006년 가구 시청률 · 점유율 (단위 : %) | 1992년 ~ 2006년 가구 시청률 · 점유율 (단위 : %) | 1992년 ~ 2006년 가구 시청률 · 점유율 (단위 : %) |
| 1992년                                          | 1992년                                          | 1993년                                          | 1993년                                          | 1994년                                          | 1994년                                          | 1995년                                          | 1995년                                          | 1996년                                          | 1996년                                          | 1997년                                          | 1997년                                          | 1998년                                          | 1998년                                          | 1999년                                          | 1999년                                          | 2000년                                          | 2000년                                          | 2001년                                          | 2001년                                          | 2002년                                          | 2002년                                          | 2003년                                          | 2003년                                          | 2004년                                          | 2004년                                          | 2005년                                          | 2005년                                          | 2006년                                          | 2006년                                          |
| ----------------------------------------------- | ----------------------------------------------- | ----------------------------------------------- | ----------------------------------------------- | ----------------------------------------------- | ----------------------------------------------- | ----------------------------------------------- | ----------------------------------------------- | ----------------------------------------------- | ----------------------------------------------- | ----------------------------------------------- | ----------------------------------------------- | ----------------------------------------------- | ----------------------------------------------- | ----------------------------------------------- | ----------------------------------------------- | ----------------------------------------------- | ----------------------------------------------- | ----------------------------------------------- | ----------------------------------------------- | ----------------------------------------------- | ----------------------------------------------- | ----------------------------------------------- | ----------------------------------------------- | ----------------------------------------------- | ----------------------------------------------- | ----------------------------------------------- | ----------------------------------------------- | ----------------------------------------------- | ----------------------------------------------- |
| 10.5                                            | 24.0                                            | 13.1                                            | 28.0                                            | 11.7                                            | 25.0                                            | 11.8                                            | 24.0                                            | 10.9                                            | 24.0                                            | 9.8                                             | 21.0                                            | 10.9                                            | 23.0                                            | 12.0                                            | 26.0                                            | 10.4                                            | 22.0                                            | 10.1                                            | 20.8                                            | 9.7                                             | 20.0                                            | 8.9                                             | 18.5                                            | 9.1                                             | 18.7                                            | 8.8                                             | 18.8                                            | 8.3                                             | 18.8                                            |

| 2000년 ~ 2018년 6월 황금시간대 시청률 (단위 : %) | 2000년 ~ 2018년 6월 황금시간대 시청률 (단위 : %) | 2000년 ~ 2018년 6월 황금시간대 시청률 (단위 : %) | 2000년 ~ 2018년 6월 황금시간대 시청률 (단위 : %) | 2000년 ~ 2018년 6월 황금시간대 시청률 (단위 : %) | 2000년 ~ 2018년 6월 황금시간대 시청률 (단위 : %) | 2000년 ~ 2018년 6월 황금시간대 시청률 (단위 : %) | 2000년 ~ 2018년 6월 황금시간대 시청률 (단위 : %) | 2000년 ~ 2018년 6월 황금시간대 시청률 (단위 : %) | 2000년 ~ 2018년 6월 황금시간대 시청률 (단위 : %) | 2000년 ~ 2018년 6월 황금시간대 시청률 (단위 : %) | 2000년 ~ 2018년 6월 황금시간대 시청률 (단위 : %) | 2000년 ~ 2018년 6월 황금시간대 시청률 (단위 : %) | 2000년 ~ 2018년 6월 황금시간대 시청률 (단위 : %) | 2000년 ~ 2018년 6월 황금시간대 시청률 (단위 : %) | 2000년 ~ 2018년 6월 황금시간대 시청률 (단위 : %) | 2000년 ~ 2018년 6월 황금시간대 시청률 (단위 : %) | 2000년 ~ 2018년 6월 황금시간대 시청률 (단위 : %) | 2000년 ~ 2018년 6월 황금시간대 시청률 (단위 : %) |
| 2000년                                           | 2001년                                           | 2002년                                           | 2003년                                           | 2004년                                           | 2005년                                           | 2006년                                           | 2007년                                           | 2008년                                           | 2009년                                           | 2010년                                           | 2011년                                           | 2012년                                           | 2013년                                           | 2014년                                           | 2015년                                           | 2016년                                           | 2017년                                           | 2018년 6월                                       |
| ------------------------------------------------ | ------------------------------------------------ | ------------------------------------------------ | ------------------------------------------------ | ------------------------------------------------ | ------------------------------------------------ | ------------------------------------------------ | ------------------------------------------------ | ------------------------------------------------ | ------------------------------------------------ | ------------------------------------------------ | ------------------------------------------------ | ------------------------------------------------ | ------------------------------------------------ | ------------------------------------------------ | ------------------------------------------------ | ------------------------------------------------ | ------------------------------------------------ | ------------------------------------------------ |
| 15.08                                            | 14.52                                            | 14.99                                            | 13.33                                            | 12.82                                            | 12.55                                            | 12.63                                            | 12.24                                            | 12.64                                            | 12.99                                            | 13.28                                            | 11.63                                            | 11.10                                            | 10.45                                            | 9.19                                             | 8.67                                             | 8.95                                             | 8.59                                             | 8.29                                             |

## 제공 시보

### 방송 기아자동차 후 시보 제공
- 기아자동차(기아) - 매일 SBS 8 뉴스 방송 후 시보 제공(SBS의 최대 광고주)
- 우리은행 매주 월요일 ~ 목요일 밤 10시 , 11시대 프로그램, 매주 금요일 ~ 일요일 밤 9시대 프로그램 연령고지 전 시보 제공(SBS의 최대 광고주)

## 지상파 아날로그 채널
- 대한민국의 지상파 아날로그 텔레비전 채널 6번의 음성 주파수는 FM 87.76㎒이었는데, 이는 FM 라디오 주파수 대역에 포함된다.
  - SBS TV는 인근의 동일채널인 KBS대전 1TV 계룡산 송신소와의 전파 혼선을 방지하기 위해 +10㎑ 오프셋캐리어를 적용하여 FM 87.76㎒로 송출하였다.[33][34] 태풍으로 인한 수도권 방송사의 지상파 아날로그 텔레비전 방송이 종료되기 전인 2012년 12월 31일 오전 3시까지는 남산 송신소의 전파가 닿는 수도권 지역에서 FM 9.23 ~10.05 ㎒ 대역의 주파수를 통해 SBS TV의 음성 신호를 라디오로 수신할 수 있었다.

## 같이 보기
- MBC 표준FM
- CBS 표준FM
- FEBC FM
- TBS eFM
- MBC TV
- MBN
- 퀴니
- 매직TV